# Anima Christi
L’Anima Christi ou en traduction Âme du Christ est une prière chrétienne adressée à Jésus-Christ. Sans doute composée au début du XIVe siècle, elle cherche à obtenir une union mystique intense à la personne du Christ. Cette prière visait, à l’origine, à l’obtention d'indulgences, puis elle fut introduite dans la liturgie au moment de l’élévation.

## Texte
| refrain | latin | français |
| ------- | --- | --- |
|         | Anima Christi sanctifica me. Corpus Christi salva me. Sanguis Christi inebria me. Aqua lateris Christi lava me. | Âme du Christ, sanctifie-moi. Corps du Christ, sauve-moi. Sang du Christ, enivre-moi. Eau du côté du Christ, lave-moi. |

| verset | latin | français |
| ------ | --- | --- |
|        | (I) Passio Christi conforta me. O bone Jesu exaudi me : intra tua vulnera absconde me. (II) Ne permittas me separari a te : ab hoste maligno defende me : in hora mortis meæ voca me. (III) Et jube me venire ad te ; ut cum Sanctis tuis laudem te in infinita sæcula sæculorum. Amen. | (1) Passion du Christ, fortifie-moi. Ô bon Jésus, exauce-moi. Dans tes blessures, cache-moi. (2) Ne permets pas que je sois séparé de toi. De l’ennemi perfide, défends-moi. À l’heure de ma mort, appelle-moi. (3) Ordonne-moi de venir à toi, pour qu’avec tes Saints je te loue, toi, dans les siècles des siècles. Amen. |

On peut réciter ou chanter sans refrain.

### Autres langues
| Allemand                                | Anglais                                     | Chinois              | Espagnol                            | Italien                                   | Japonais                                      | Polonais                               | Portugais                             | Russe                                    | Suédois                            |
| --------------------------------------- | ------------------------------------------- | -------------------- | ----------------------------------- | ----------------------------------------- | --------------------------------------------- | -------------------------------------- | ------------------------------------- | ---------------------------------------- | ---------------------------------- |
| Seele Christi, heilige mich,            | Soul of Christ, be my sanctification;       | 基督的靈魂聖化我     | Alma de Cristo, santifícame.        | Anima di Cristo, santificami,             | キリストの魂よ わたしを聖化してください       | Duszo Chrystusowa, uświęć mnie.        | Alma de Cristo, santificai-me.        | Душа Христа, освяти меня                 | Kristi ande, helga mig.            |
| Leib Christi, rette mich,               | Body of Christ, be my salvation;            | 基督的身體拯救我     | Cuerpo de Cristo, sálvame.          | Corpo di Cristo, salvami.                 | キリストの体よ わたしを救ってください         | Ciało Chrystusowe, zbaw mnie,          | Corpo de Cristo, salvai-me.           | Corpus Christi, спаси меня.              | Kristi lekamen, fräls mig.         |
| Blut Christi, tränke mich,              | Blood of Christ, fill all my veins;         | 基督的聖血陶醉我     | Sangre de Cristo, embriágame.       | Sangue di Cristo, inebriami,              | キリストの血よ わたしを酔わせてください       | Krwi Chrystusowa, napój mnie.          | Sangue de Cristo, inebriai-me.        | Кровь Христа, алкоголиков мне            | Kristi blod, upptänd mig.          |
| Wasser der Seite Christi, reinige mich, | Water of Christ’s side, wash out my stains; | 基督肋旁的水滌淨我   | Agua del costado de Cristo, lávame. | acqua del costato di Cristo, lavami.      | キリストの脇腹の水よ わたしを清めてください   | Wodo z boku Chrystusowego, obmyj mnie. | Água do lado de Cristo, lavai-me.     | Вода со стороны Христа, омой меня.       | Vattnet ur Kristi sida, rena mig.  |
| Leiden Christi, stärke mich,            | Passion of Christ, my comfort be;           | 基督的苦難堅強我     | Pasión de Cristo, confórtame.       | Passione di Cristo, fortificami.          | キリストの受難よ わたしを強めてください       | Męko Chrystusowa, pokrzep mnie.        | Paixão de Cristo, confortai-me.       | Страсти Христовы, укрепите меня.         | Kristi lidande, styrk mig.         |
| O guter Jesus, erhöre mich.             | O good Jesus, listen to me;                 | 良善的耶穌俯聽我     | ¡Oh, buen Jesús, óyeme!             | Oh buon Gesù, esaudiscimi.                | 慈しみ深いイエスよ わたしの願いを聴き入れ     | O dobry Jezu, wysłuchaj mnie.          | Ó bom Jesus, escutai-me.              | Благий Господи, услышь меня.             | O gode Jesus, bönhör mig.          |
| Birg in deinen Wunden mich,             | In Thy wounds I fain would hide;            | 隱藏我在祢的聖傷中   | Dentro de tus llagas, escóndeme.    | Nelle tue piaghe, nascondimi.             | あなたの傷のうちに わたしをかくまい           | W ranach swoich ukryj mnie.            | Dentro de Vossas feridas escondei-me. | В ваших ран спрячь меня.                 | I dina sår du gömme mig.           |
| von dir lass nimmer scheiden mich,      | Ne’er to be parted from Thy side;           | 不要讓我離開祢       | No permitas que me aparte de ti.    | Non permettere che io sia separato da Te. | あなたから離れることのないようにしてください  | Nie dopuść mi oddalić się od Ciebie.   | Não permitais que me separe de Vós.   | Не дай мне быть отделен от вас.          | Från dig må intet skilja mig.      |
| vor dem bösen Feind beschütze mich.     | Guard me, should the foe assail me;         | 保護我於狡猾的魔鬼   | Del enemigo maligno, defiéndeme.    | Dal nemico maligno difendimi.             | 悪魔のわなから わたしを守り                   | Od złego ducha broń mnie.              | Do exército do maligno defendei-me.   | От злокачественного врага защитить меня. | För den onde fienden beskydda mig. |
| In meiner Todesstunde rufe mich,        | Call me when my life shall fail me;         | 在我死的時候召喚我   | En la hora de mi muerte, llámame    | Nell’ora della mia morte chiamami,        | 臨終のときに わたしを呼びよせ                 | W godzinę śmierci wezwij mnie.         | Na hora da Morte chamai-me.           | В час моей смерти, зовут меня.           | Uti min dödsstund kalla mig.       |
| zu dir kommen heiße mich,               | Bid me come to Thee above,                  | 令我來到祢臺前       | y mándame ir a ti,                  | e comandami di venire a Te,               | あなたのみもとに行かせてください              | I każ mi przyjść do siebie,            | E chamai-me para ir a Vós,            | И повели мне придти к Тебе,              | Och låt mig komma hem till dig,    |
| mit deinen Heiligen zu loben dich       | With Thy saints to sing Thy love,           | 好偕同祢的諸聖讚美你 | para que con tus santos te alabe,   | Perché con i tuoi Santi ti lodi,          | すべての聖人とともにいつまでも                | Abym z świętymi Twymi chwalił Cię,     | Para que com Vossos santos Vos louve. | спасибо вам все ваши                     | att jag må lova och prisa dig      |
| in deinem Reiche ewiglich. Amen.        | World without end. Amen.                    | 直到世世无穷。阿们   | por los siglos de los siglos. Amén. | nei secoli dei secoli. Amen.              | あなたを賛美することができますように アーメン | Na wieki wieków. Amen.                 | Pelos séculos dos séculos. Ámen.      | Мир без конца. Аминь.                    | med dina helgon evinnerligt. Amen. |

## Historique

### Origine
Dans les archives européennes, on ne trouve aucun manuscrit antérieur au XIVe siècle tandis qu’il existe de nombreux livres de la liturgie des Heures de ce siècle, qui contiennent le texte d’Anima Christi. En dépit de plusieurs indices dans ce siècle, il n’est pas facile  d'identifier son origine.
L’un des manuscrits les plus anciens en latin est le manuscrit Harley 2253 du British Museum, copié dans la seconde moitié de ce siècle, folio 54vb,. Toutefois, selon Aude Mairey (2019), le manuscrit remonte à une date située entre 1330 et 1340. On y voit déjà un texte quasiment complet. À la fin de la prière, le copiste ajoutait : Qui hanc orationem devote dixerit iiim dies veniam possidebit, accordant aux fidèles trois mille jours d’indulgence.
La bibliothèque de l’université de Groningue possède un manuscrit particulier. Il s’agit du manuscrit 405 sur le folio 219r duquel on trouve une traduction en moyen néerlandais : Goeds ziele heyle mi. Goeds lichame behuede mi. Goeds bloet drenke mi... Si le manuscrit fut copié par trois mains, le calendrier de Pâques entre 1339 et 1377 apparaît sur le folio 121, ce qui suggère que la traduction fut réalisée vers 1340. Il est à remarquer que ce texte fut associé à une indulgence importante. Il est cependant peu probable que ce manuscrit fût à l’origine de l’Anima Christi. L’existence de versions en langue vulgaire indique la possibilité de la fusion entre rite officiel et coutume populaire.
Il est à noter que le texte trouvé par James Mearns au XIXe siècle est, selon la détermination de son manuscrit, un peu tardif. Dans la même collection de la Bibliothèque britannique, le manuscrit Harley 1260, qui contient l’Anima Christi sur le folio 158, est désormais daté du XVe siècle.
En résumé, on présume que cette prière est apparue au début du XIVe siècle.

### Alcazar de Séville
En 1880, lors de la restauration de l’Alcazar de Séville, une inscription importante fut découverte, dans l’une des galeries, rebâtie par Pierre Ier de Castille en 1364 et restaurée par Charles Quint en 1524,.
1. première bande verticale
ANIMA CRISTE / SANTIFICA ME CORPUS / CRISTE / SALVA ME / SANGUIES CRIST(e)
2. bande horizontale
(crist)E / LIBERA ME / ACA LATAS / CRISTE / LAVA ME / PASOS CRISTE / CONFORTA ME / O BENES
3. seconde bande verticale
IHESUS / SAUDE ME / I NI PRIMITA / SEPARARE / TE / APOSTOL / MADINO DEFENDE ME[7],[js 3].

Il semble que l’inscription n’ait pas été parfaitement achevée. Ce latin, c’est un latin espagnolisé du Moyen Âge, tel le latin vulgaire, et avec la caractéristique des lettres, on identifia exactement sa date à l’époque de Pierre de Castille. Le XIVe siècle était en effet marqué par des phénomènes hétérogènes, non seulement dans le domaine social, mais aussi dans la liturgie. Or, on constate une ressemblance entre ce texte et la prière actuellement en usage et l'on peut situer cette inscription vers 1364, lors de la reconstruction de l’Alcazar.

### Pratique avec indulgence
L’origine d’une tradition légendaire, qui était affectée au pape Jean XXII († 1334), n’est pas vraiment ancienne. Une publication distinguée, c’était un livre de la liturgie des Heures, publié en 1510 chez Thielman Kerver, en faveur de la cathédrale de Salisbury. L’Anima Christi y était précédée d’une rubrique : « Our holy Father the pope John XXII hath grauted to all them that devoutly sayg this prayer after the elevacyon of our lorde Jesu cryste iij thausande days of pardon for deedly synnes. » (Notre Saint-Père Jean XXII accorda à tous ceux qui récitent avec dévotion cette prière, après l’élévation de notre Seigneur Jésus-Christ, trois mille jours d’indulgence de péchés mortels.) En réalité, dans les documents plus anciens, il s’agissait d’une indulgence de trois cents jours : « Alia oratio post elevationem de qua concenduntur CCC (300) dies indulgentiarum a Joanne Papa XXII. » Dans ce livre (bibliothèque royale de Bruxelles manuscrit 8840, XVe siècle) aussi, la prière Anima Christi suit tout de suite. On comprend que la pratique de l’Anima Christi fût évoluée et promue avec cette indulgence.
Ce qui demeure sûr est que Jean XXII était l’un des premiers papes qui avaient encouragé l’usage des prières indulgenciées, en accordant une indulgence à la récitation de l’Angélus, avec la bulle datée du 13 octobre 1318 ainsi que sa confirmation du 13 mai 1327,. Au contraire, il n’est pas certain que l’usage d’Anima Christi fut réglé ou recommandé. Or, il est assez possible, par circonstance, que Jean XXII autorisait cette utilisation pour l’indulgence. En 1854, le pape Pie IX dénoncera à nouveau cette indulgence avec précision de texte.
Encore faut-il remarquer un indice qui présente le lien de cette prière avec la papauté d’Avignon. La bibliothèque municipale d’Avignon conserve un livre de prière, manuscrit 207. Ce dit livre de prières du bienheureux cardinal Pierre de Luxembourg (1369 - † 1387), livre personnel, contient celle d’Anima Christi. Avec sa vie très courte, son usage peut être identifié dans les années 1380.

### À la Renaissance

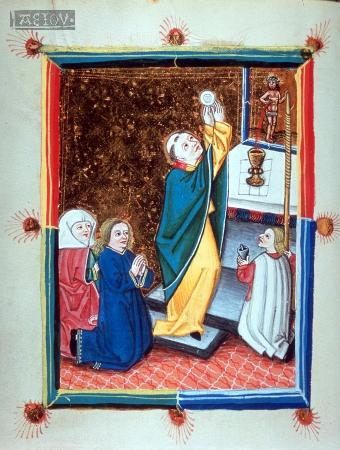
À partir du XVe siècle, l’Anima Christi était très fréquemment réservée à l’élévation.

Dans le rite romain, l’hymne Ave verum corpus était en multiusage jusqu’à la fin du XVe siècle, tant dans la messe que lors de la liturgie des Heures,. Sa fonction s’illustrait surtout pour le Saint-Sacrement. À la suite du mouvement de la Renaissance, le texte liturgique fut diversifié. Dorénavant, avec l’hymne Ave verum corpus, l’Anima Christi était très fréquemment exécutée, déjà au XVe siècle, en faveur du Saint-Sacrement. Notamment, c’était au moment de l’élévation de l’hostie dans la messe. Cas particulier, il s’agissait parfois du texte à la communion du prêtre. Un exemple intéressant est le manuscrit latin 13300 de la Bibliothèque nationale de France, qui est un livre de la liturgie des Heures, dans lequel l’hymne Ave verum corpus était réservée à l’élévation de l’hostie. Lors de l’élévation du sang du Christ, c’était l’Ave vere sainguis. L’Anima Christi, quant à elle, était récitée lorsque le célébrant divisait l’hostie ainsi que la Salve sancta caro pour la communion. Dans une publication de Thielman Kerver pour Cambrai (1500), l’éditeur fit réserver l’Anima Christi, insérée, à l’élévation du Sang, tandis que l’Ave verum gardait la tradition ancienne, pour l’Hostie. Cet Anima Christi devint très connu et très populaire, en Angleterre, en Espagne, en France, en Espagne, en Italie et aux Pays-Bas (Belgique), jusqu’au XVIe siècle.
À la suite de l’invention de l’impression, la pratique et la diffusion de l’Anima Christi furent accélérées. En 1503 à Venise, Ottaviano Petrucci publia son recueil Motetti de Passione, de Cruce, de Sacramento, de Beata Virgine et huiusmodi B qui contient le motet Anima Christi de Gaspar van Weerbeke . Musicien méconnu auparavant, mais les études récentes établirent qu’il s’agissait de l’un des compositeurs les plus importants dans la deuxième moitié du XVe siècle. Grâce à la célébrité de ce musicien, cette prière devint plus universelle dans toute l’Europe. Il faut noter que ce texte demeure quasiment identique au manuscrit Harley 2253 en Angleterre, un des plus anciens.
Anima Christi sanctifica me.

Corpus Christi salva me.

Sanguis Christi in ebria me.

Aqua lateris Christi lava me.

passio Christi conforta me.

O bone Jesu exaudi me.

[...] Ne permittas me separari a te.

ab hoste maligno defede me.

in hora mortis [...] vo ca me.

et pone me juxta te.

ut cum Angelis tuis laudem te.

In secula seculorum. Amen (1503).
À ces jours-là, c’était à Paris que l’on imprimait les livres de la liturgie des Heures. Parmi ces publications qui contenaient l’Anima Christi, la plus ancienne était les Heures a Iusage de Romme de l’imprimeur Simon Vostre, sortis en 1491.

### Saint Ignace de Loyola
L’Anima Christi eut une nouvelle diffusion et gain de popularité à partir du XVIe siècle, car elle est, en tant qu’incipit, mentionnée dans les Exercices spirituels de saint Ignace de Loyola († 1556). Il s’agit de l’un des livres les plus importants de la Contre-Réforme. Après avoir donné des indications sur la manière de contempler (durant une heure) le sens des mots d’une prière donnée, il invite le retraitant à conclure en « récitant le Pater, l’ Ave, le Credo, l’Anima Christi et le Salve Regina, vocalement ou mentalement, de la façon habituelle »,. En même temps que l’Ave Maria et le Pater Noster, elle est fréquemment suggérée dans les « colloques » des Exercices spirituels.
D’après l’étude du Jésuite Vincent Baesten, l’attribution de l’auteur à saint Ignace de Loyola remonte en 1715. Il s’agit d’une publication en français du Cœleste Palmetum à Anvers. On y ajouta, avant le texte de l’Anima Christi, une rubrique Oraison de saint Ignace. Or, la publication originale en 1660, écrite par Wilhelmi Nakateni, ne mentionnait jamais le nom de l’auteur. D’ailleurs, l’insertion de ce petit texte dans l’Anima Christi par Nakateni avait pour but d’enrichir cette prière, qui était désormais adoptée dans plusieurs publications.

### Composition musicale
Dans le répertoire de la musique classique, la composition de l’Anima Christi ne fut pas florissante. Ainsi, Marc-Antoine Charpentier, qui composa, sous le règne de Louis XIV, presque tous les textes spirituels de motet, n’écrivit rien pour cette pièce. Cela signifie qu’à cette époque-là, l’usage n’était pas habituel à Paris.
Parmi les compositeurs, on compte toutefois deux grands musiciens. Il s’agit de Jean-Baptiste Lully, contemporain de Charpentier, et de Franz Liszt, un vrai compositeur catholique du XIXe siècle. Paolo Lorenzani, musicien romain et rival de Lully à la cour de Louis XIV ne laissa aucune pièce d’Anima Christi. Mais Lorenzani était étroitement lié aux Jésuits de Paris. En fait, Lully, qui n’avait aucune fonction à la chapelle royale, composa tant de grands motets que de petits motets. L’Anima Christi, petit motet, fut écrit en faveur du couvent des Filles de l’Assomption, qui se situait dans la rue Saint-Honoré, et qui était destiné à un petit ensemble de solistes accompagné de la basse continue. Le chœur de ce couvent était réputé en raison de sa qualité d’exécution,.

### AuXIXesiècle
En ce qui concerne l’œuvre de Franz Liszt, on considère que son Anima Christi, publiée en 1874, est l’une des meilleures compositions de ce genre tandis qu’il existe une autre version non publiée.
Par un décret de la Sacrée congrégation des rites, daté du 9 janvier 1854, le pape Pie VII accorda, en révoquant toutes les autres concessions des indulgences données auparavant, trois cents jours d’indulgence aux fidèles. Le texte d’Anima Christi était déterminé comme invocation,.
Par ailleurs, le cardinal John Henry Newman contribua à diffuser cette prière, avec sa traduction en anglais et en rime, qui devint populaire. Cette traduction était différente de celle du Vatican, publiée sous le pontificat du Pie IX.

### AuXXesiècleet de nos jours
L’Anima Christi demeurait la prière personnelle du pape Pie XII. Ainsi, en 1955, lorsque sa maladie s’aggravait, il récita cette prière. L’hebdomadaire de Milan, Oggi, provoqua une stupéfaction le 18 novembre, en diffusant que le pape vit, à son chevet, la douce figure de Jésus-Christ, au moment où il disait la phrase in hora mortis meæ. À nouveau, avant son trépas en 1958, les témoins entendirent quelques formules de cette prière chère sur son lit de mort,.
Si la composition contemporaine n’est pas nombreuse, le texte inspira quelques compositeurs de qualité, tel Marco Frisina dont la mélodie à l’unisson devint très connue.

## Utilisation dans la liturgie
Dans le rite romain, ce texte ne fut, officiellement, jamais affecté à une fête religieuse. C’est la raison pour laquelle l’usage dans la liturgie reste toujours modeste, en comparaison d’autres prières, notamment celles qui concernent des hymnes de Thomas d’Aquin, telle O salutaris Hostia.
Pour la précision, l’utilisation pour le Jeudi Saint se trouvait et se trouve, cependant, dans un certain nombre de documents et auprès de diocèses. Il est vraisemblable que cette pratique est issue de l’indulgence plénière, encore une fois établie au XIXe siècle.

## Sens et portée de la prière
Les paroles de la prière sont comme un écho aux paroles bibliques⁣ : « Que le Dieu de paix lui-même vous sanctifie totalement, et que votre esprit, votre âme et votre corps soient parfaitement gardés pour être irréprochables lors de la venue de Notre-Seigneur Jésus-Christ » (1 Th. 5:23). Le catéchisme de l’Église catholique dit à propos de l’âme qu’elle est unie au corps au point d’en former un tout avec celui-ci. Le sens du mot « âme » se rapproche de celui du mot « cœur ».
Celui qui la prie demande à Jésus de le sanctifier, de le sauver, de l’enivrer, de le laver, de le fortifier, de l’exaucer, d’être attiré par lui, de le cacher, de rester avec lui, en un mot : d’être uni et de ne faire plus qu’un avec Lui. Cette énumération rejoint des termes employés dans la liturgie eucharistique⁣ : âme, corps, eau, sang, passion.

## Mis en musique

### À la Renaissance
- Gaspar van Weerbeke (vers 1445 - † vers 1516) : motet à 4 voix, dans les Motetti de Passione, de Cruce, de Sacramento, de Beata Virgine et Huiusmodi B, Ottaviano Petrucci (1503) [partition originale en ligne]
- Filippo de Lurano (vers 1475 - † vers 1520) : motet (vers 1515)[33]

### Musique baroque
- Giovanni Valentini (1582 - † 1649) : motet à 3 voix avec basse continue, 1618[34] [partition en ligne][35]
- Johann Melchior Gletle (1626 - † 1683) : motet à 2 voix avec instruments, dans les Motettæ sacræ concertatæ, tome XXXVI (1667)[36] [manuscrit en ligne]
- Nicolas-Antoine Lebègue (1631 - † 1702) : motet à une voix seule avec accompagnement, dans les Motets pour les principales fêtes de l’année par Mr. Lebègue (1687)[37]
- Jean-Baptiste Lully (1632 - † 1687) : motet à 3 voix accompagné de basse continue, composé en faveur du couvent des Filles de l’Assomption, LWV77/1[24]

### Musique classique
- Franz Liszt (1811 - † 1886) : motet pour 4 voix de chœur d’hommes et orgue, LW J32 (1874)[38] [manuscrit en ligne]
- Auguste Chérion (1854 - † 1904) : motet pour chœur à 3 voix d’hommes[39]

### Musique contemporaine
- Marco Frisina (1954 -) : œuvre à voix unique[28] [partition en ligne]
- Philippe Leroux (1959 -) : œuvre à 4 voix (1985)[40]

### Notice
- Bibliothèque nationale de France : [lire en ligne]
- Université d’Oxford : The Oxford Dictionary of the Christian Church, Oxford University Press 2005 (en)[lire en ligne]

1. 1 2 3  p. 71

- Université de Rochester : (en)[lire en ligne]

### Publication ancienne
- Ignace de Loyola, Exercitia spiritualis S. P. Ignatii Loyolæ, Typographia Regia Parisiis, Paris 1644 [lire en ligne]

1. 1 2  p. 1